# Sophrops defreinai
Sophrops defreinai är en skalbaggsart som beskrevs av Frey 1973. Sophrops defreinai ingår i släktet Sophrops och familjen Melolonthidae. Inga underarter finns listade i Catalogue of Life.